# Championnat du monde de badminton par équipes féminines 2006
Navigation
Jakarta 2004 Jakarta 2008
La 21e édition du championnat du monde de badminton par équipes féminines, appelé également Uber  Cup, a eu lieu du 28 avril au 7 mai 2006 à Sendai et Tokyo au Japon. 
Sendai a accueilli tous les matches de poule et les play-offs tandis que Tokyo a accueilli les compétiteurs à partir des quarts de finale.
C'était la 1re fois que la Thomas Cup et l'Uber Cup se jouaient en 2 sets gagnants de 21 points, le nouveau système de comptage de points mis en place par la Fédération internationale de badminton.
La Chine a remporté le tournoi en battant les Pays-Bas en finale.

## Format de la compétition
65 nations participent à l'Uber Cup. À l'issue d'une phase de qualifications continentales, 10 équipes accèdent à la phase finale où elles sont rejointes par le tenant du titre et le pays organisateur qui sont qualifiés d'office.
Ces 12 nations sont placées dans 4 poules de 3 équipes, en fonction du classement mondial des joueurs qui les composent. Les 3 équipes s'affrontent sur 3 jours : le 1er de chaque poule est qualifié directement pour les quarts de finale, les 8 autres équipes jouent des play-offs pour attribuer les 4 places restantes.
Chaque rencontre se joue en 5 matches : 3 simples et 2 doubles qui peuvent être joués dans n'importe quel ordre (accord entre les équipes).

## Qualifications
| Confédération          | Afrique | Amériques                                                     | Asie                                                                                                  | Europe | Océanie                                |
| ---------------------- | --- | ------------------------------------------------------------- | --- | --- | -------------------------------------- |
| Date                   | 20 au 22 février | 13 au 18 février                                              | 15 au 19 février                                                                                      | 14 au 19 février | 9 au 12 février                        |
| Lieu                   | Rose Hill | Lima                                                          | Jaipur                                                                                                | Thessalonique | Auckland                               |
| Nombre de participants | 15 | 7                                                             | 11 | 28 | 4                                      |
| Pays participants      | Afrique du Sud Algérie Botswana Burundi Cameroun Égypte Érythrée Kenya Madagascar Maroc Maurice Nigeria Ouganda Seychelles Zambie | Brésil Canada Cuba États-Unis Mexique Pérou Trinité-et-Tobago | Corée du Sud Hong Kong Inde Indonésie Iran Malaisie Népal Pakistan Singapour Taipei chinois Thaïlande | Allemagne Angleterre Autriche Biélorussie Bulgarie Chypre Danemark Écosse Espagne Estonie Finlande France Grèce Irlande Islande Italie Pays-Bas Pays de Galles Pologne Portugal Tchéquie Russie Slovaquie Slovénie Suède Suisse Turquie Ukraine | Australie Fidji Nouvelle-Zélande Samoa |
| Qualifié(s)            | Afrique du Sud | États-Unis                                                    | Corée du Sud Hong Kong Singapour Taipei chinois                                                       | Allemagne Angleterre Pays-Bas | Nouvelle-Zélande                       |

## Tournoi final

### Localisation de la compétition
- Sendai Gymnasium
- Tokyo Metropolitan Gymnasium

### Participants
| Confédération   | Qualifié(s)                                     |
| --------------- | ----------------------------------------------- |
| Asie            | Corée du Sud Hong Kong Singapour Taipei chinois |
| Afrique         | Afrique du Sud                                  |
| Europe          | Allemagne Angleterre Pays-Bas                   |
| Océanie         | Nouvelle-Zélande                                |
| Amérique        | États-Unis                                      |
| Tenant du titre | Chine                                           |
| Pays hôte       | Japon                                           |

### Phase préliminaire
| Qualifié pour les quarts de finale |

#### Groupe W
| Équipe         | Pts | J | G | P | Matches + | Matches - | Diff. |
| -------------- | --- | - | - | - | --------- | --------- | ----- |
| Chine          | 4   | 2 | 2 | 0 | 10        | 0         | +10   |
| Taipei chinois | 3   | 2 | 1 | 1 | 5         | 5         | 0     |
| États-Unis     | 2   | 2 | 0 | 2 | 0         | 10        | −10   |

| Date     | Résultats      | Résultats | Résultats      |
| -------- | -------------- | --------- | -------------- |
| 28 avril | Chine          | 5–0       | États-Unis     |
| 29 avril | Taipei chinois | 5–0       | États-Unis     |
| 30 avril | Chine          | 5–0       | Taipei chinois |

#### Groupe X
| Équipe     | Pts | J | G | P | Matches + | Matches - | Diff. |
| ---------- | --- | - | - | - | --------- | --------- | ----- |
| Hong Kong  | 4   | 2 | 2 | 0 | 6         | 4         | +2    |
| Pays-Bas   | 3   | 2 | 1 | 1 | 7         | 3         | +4    |
| Angleterre | 2   | 2 | 0 | 2 | 2         | 8         | −6    |

| Date     | Résultats  | Résultats | Résultats  |
| -------- | ---------- | --------- | ---------- |
| 28 avril | Pays-Bas   | 2–3       | Hong Kong  |
| 29 avril | Angleterre | 2–3       | Hong Kong  |
| 30 avril | Pays-Bas   | 5–0       | Angleterre |

#### Groupe Y
| Équipe       | Pts | J | G | P | Matches + | Matches - | Diff. |
| ------------ | --- | - | - | - | --------- | --------- | ----- |
| Corée du Sud | 4   | 2 | 2 | 0 | 8         | 2         | +6    |
| Allemagne    | 3   | 2 | 1 | 1 | 4         | 6         | −2    |
| Singapour    | 2   | 2 | 0 | 2 | 3         | 7         | −4    |

| Date     | Résultats    | Résultats | Résultats |
| -------- | ------------ | --------- | --------- |
| 28 avril | Corée du Sud | 4–1       | Singapour |
| 29 avril | Allemagne    | 3–2       | Singapour |
| 30 avril | Corée du Sud | 4–1       | Allemagne |

#### Groupe Z
| Équipe           | Pts | J | G | P | Matches + | Matches - | Diff. |
| ---------------- | --- | - | - | - | --------- | --------- | ----- |
| Japon            | 4   | 2 | 2 | 0 | 10        | 0         | +10   |
| Nouvelle-Zélande | 3   | 2 | 1 | 1 | 5         | 5         | 0     |
| Afrique du Sud   | 2   | 2 | 0 | 2 | 0         | 10        | −10   |

| Date     | Résultats        | Résultats | Résultats        |
| -------- | ---------------- | --------- | ---------------- |
| 28 avril | Japon            | 5–0       | Afrique du Sud   |
| 29 avril | Nouvelle-Zélande | 5–0       | Afrique du Sud   |
| 30 avril | Japon            | 5–0       | Nouvelle-Zélande |

### Phase finale

#### Tableau final
|  | Play-offs        | Play-offs      |                |           | Quarts de finale | Quarts de finale |       |       | Demi-finales | Demi-finales |  |  | Finale | Finale |
|  |                  |                |                |           |                  |                  |       |       |              |              |  |  |        |        |
|  |                  |                |                |           | 3 mai            |                  |       |       |              |              |  |  |        |        |
|  | 1er mai          |                |                |           |                  |                  |       |       |              |              |  |  |        |        |
|  | Chine            | 3              |                |           |                  |                  |       |       |              |              |  |  |        |        |
|  | Chine            | 3              | Singapour      | 3         | 4 mai            | 4 mai            |       |       |              |              |  |  |        |        |
|  |                  | Singapour      | Singapour      | 3         | 4 mai            | 4 mai            | 0     |       |              |              |  |  |        |        |
|  | Nouvelle-Zélande | Singapour      | 0              |           | Chine            | 3                | 0     |       |              |              |  |  |        |        |
|  | Nouvelle-Zélande |                | 0              |           |                  | 3                |       |       |              |              |  |  |        |        |
|  |                  |                |                | Allemagne | 0                |                  |       |       |              |              |  |  |        |        |
|  | Hong Kong        | 2              |                | Allemagne | 0                |                  |       |       |              |              |  |  |        |        |
|  | Hong Kong        | 2              | Allemagne      | 3         |                  |                  | 6 mai | 6 mai |              |              |  |  |        |        |
|  |                  | Allemagne      | Allemagne      | 3         | 3                |                  | 6 mai | 6 mai |              |              |  |  |        |        |
|  | Afrique du Sud   | Allemagne      | 0              |           | 3                | Chine            | 3     |       |              |              |  |  |        |        |
|  | Afrique du Sud   |                | 0              |           |                  | Chine            | 3     |       |              |              |  |  |        |        |
|  |                  |                |                | Pays-Bas  | 0                |                  |       |       |              |              |  |  |        |        |
|  | Corée du Sud     | 2              |                | Pays-Bas  | 0                |                  |       |       |              |              |  |  |        |        |
|  | Corée du Sud     | 2              | Taipei chinois | 3         |                  |                  |       |       |              |              |  |  |        |        |
|  |                  | Taipei chinois | Taipei chinois | 3         | 3                |                  |       |       |              |              |  |  |        |        |
|  | Angleterre       | Taipei chinois | 0              |           | 3                | Taipei chinois   | 0     |       |              |              |  |  |        |        |
|  | Angleterre       |                | 0              |           |                  | Taipei chinois   | 0     |       |              |              |  |  |        |        |
|  |                  |                |                | Pays-Bas  | 3                |                  |       |       |              |              |  |  |        |        |
|  | Japon            | 2              |                | Pays-Bas  | 3                |                  |       |       |              |              |  |  |        |        |
|  | Japon            | 2              | Pays-Bas       | 3         |                  |                  |       |       |              |              |  |  |        |        |
|  |                  | Pays-Bas       | Pays-Bas       | 3         | 3                |                  |       |       |              |              |  |  |        |        |
|  | États-Unis       | Pays-Bas       | 0              |           | 3                |                  |       |       |              |              |  |  |        |        |
|  | États-Unis       |                | 0              |           |                  |                  |       |       |              |              |  |  |        |        |